# Brian Shaw (koszykarz)
Brian Keith Shaw (ur. 22 marca 1966 w Oakland) – amerykański koszykarz występujący na pozycjach rozgrywającego oraz rzucającego obrońcy, po zakończeniu kariery sportowej trener koszykarski. Mistrz świata z 1986 roku, trzykrotny mistrz NBA. Obecnie asystent trenera Los Angeles Clippers.
Po spędzeniu dwóch sezonów w roli asystenta trenera Pacers Shaw podpisał w końcu swój pierwszy kontrakt, jak główny trener. Miało to miejsce 25 czerwca 2013 roku. Objął stanowisko w klubie Denver Nuggets po George’u Karlu. 24 września 2021 został asystentem trenera Los Angeles Clippers.

## Osiągnięcia

### NCAA
- Uczestnik turnieju NCAA (1988)
- Zawodnik Roku:
  - konferencji Big West (1988)[5]
  - Pacific Coast Athletic Association (PCAA - 1988)
- Zaliczony do:
  - I składu PCAA (1988)
  - II składu PCAA (1987)
- Drużyna UC Santa Barbara Gauchos zastrzegła należący do niego numer 22

### NBA
- 3-krotny mistrz NBA (2000-2002)[2]
- Wicemistrz NBA (1995)[2]
- Wybrany do II składu debiutantów NBA (1989)[6]

### Reprezentacja
- Mistrz świata (1986)[1]
- Mistrz Igrzysk Dobrej Woli (1986)[7]

### Trenerskie
- 2-krotny mistrz NBA (2009, 2010 jako asystent trenera)[2]